# Колониальный город Санто-Доминго
Колониальный город Санто-Доминго (исп. Ciudad Colonial) — исторический центр Санто-Доминго, столицы Доминиканской Республики, и старейшее постоянное европейское поселение на территории Нового Света. Расположен на побережье Карибского моря и западном берегу реки Осама, которая делит пополам город. Площадь района ныне составляет около 5 квадратных километров. С 1990 года включён в список Всемирного наследия ЮНЕСКО.
В этой части города расположено большое количество достопримечательностей, в том числе Алькасар-де-Колон, крепость Осама, кафедральный собор Санто-Доминго, ворота Пуэрта-дель-Конде, музей Королевских домов, Национальный пантеон Доминиканской республики и другие.

## История
Первое европейское поселение на месте современного Санто-Доминго было создано Бартоломео Колумбом на восточном берегу реки Осама в 1496 году, хотя официально провозглашение его основания состоялось 4 августа 1498 года; поселение тогда называлось Санто-Доминго-де-Гусман. После урагана 1502 года, унёсшего в числе прочих жизнь главы поселения Франсиско де Бобадильи, оно было перенесено на западный берег под руководством Николаса де Овандо. Овандо и его преемник Диего Колон руководили строительством первых сооружений колониального города, многие из которых сохранились до сегодняшнего дня. Укрепления Санто-Доминго были важной особенностью городского пейзажа. Оборонительная стена простиралась от реки Осама к Пуэрта-дель-Конде, которая представляла собой вход в городской хинтерланд, и западной границы города до конца XIX века. В 1509 году Фердинанд II назвал поселение «первым городом Индий», после чего в городе были построены кафедральный собор Примада-де-Америка, больница Сан-Николас-де-Бари, таможня и монастырь св. Франциска; каждое из этих зданий может считаться первым подобным в Западном полушарии. В 1538 году в городе был открыт университет Санто-Томас-де Акино, также старейший в Новом Свете.

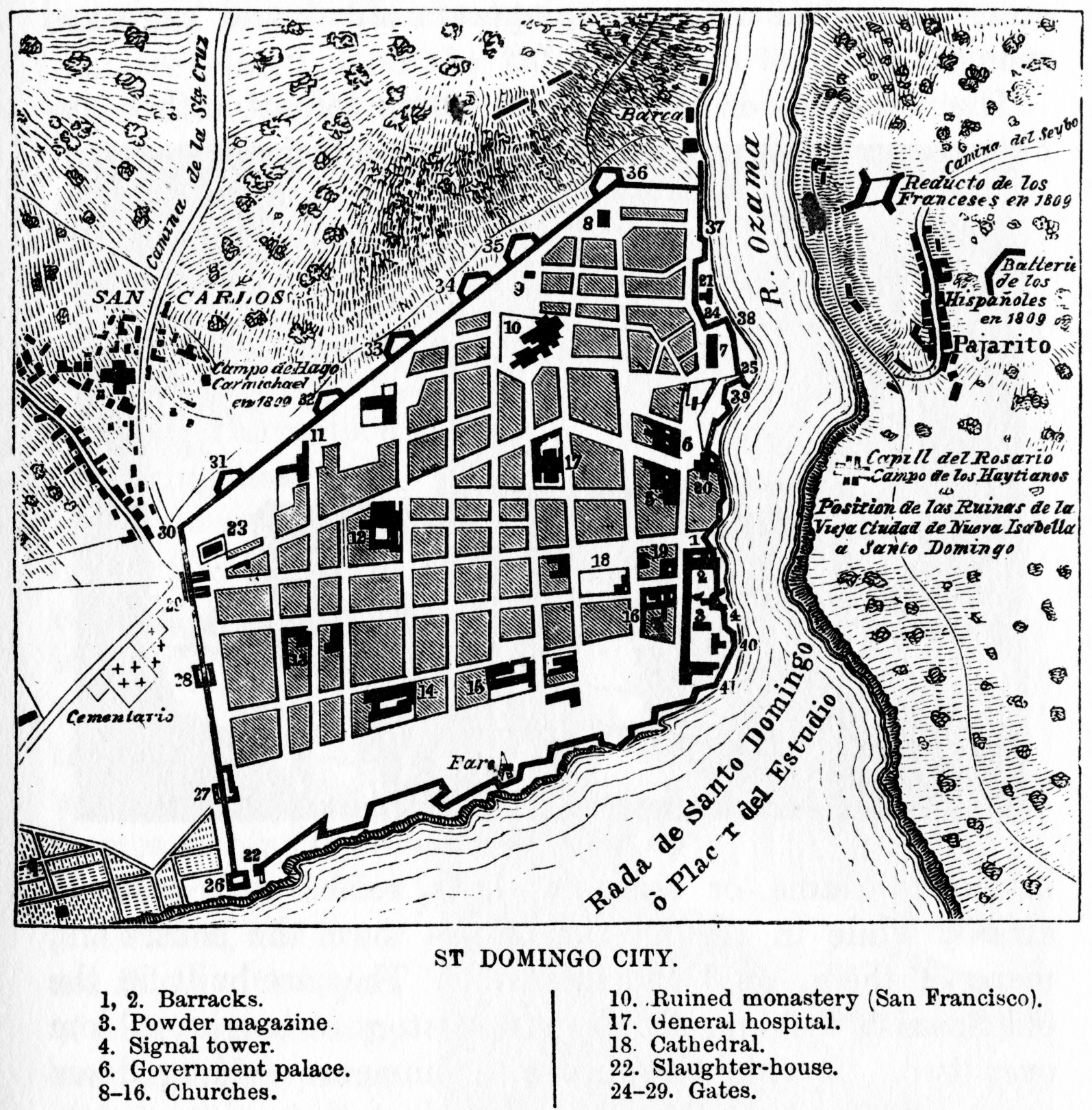
План Сан-Доминго 1873 года.

Испанцы использовали это поселение в качестве отправной точки расширения своих владений в Северной и Южной Америке, в ходе которого они завоевали другие острова Карибского бассейна и значительную часть американского континента. Санто-Доминго был изначально политическим и культурным центром испанских владений в Новом Свете, но спустя несколько десятилетий его значение начало снижаться, когда испанцы всё в большей степени сосредотачивали своё внимание на материке после завоевания Мексики, Перу и других регионов нынешней Латинской Америки. Тем не менее Ciudad Colonial оставался важным историческим местом.
В 1655 году город был осаждён англичанами во главе с офицерами Уильямом Пенном и Робертом Венаблсом. Осада в 1655 году была снята испанскими войсками под командованием капитана-генерала колонии дона Бернардино де Менесеса-и-Бракамонте, графа Пенальва, в честь которого названы ворота Пуэрта-дель-Конде («Ворота графа»). Структура фортификационной стены после этого события была изменена. До вторжения, в том месте, где ныне располагается Пуэрта-дель-Конде, находился форт Фуэрте-Сан-Хенаро. Считается, что изменение, которое произошло после осады, включало в себя продолжение стены до форта, что фактически создало бастион, который назвали Эль-Балуарте-дель-Конде.
В конце XIX и начале XX века город начал расширяться за пределы своих старых границ, но Ciudad Colonial оставался основным центром всех сторон городской жизни до эпохи Трухильо. Правительство Трухильо занималось восстановлением его основных памятников, в том числе Алькасар-де-Колон, и различными работами по сохранению наследия Колониального города с 1965 года.

## Современность

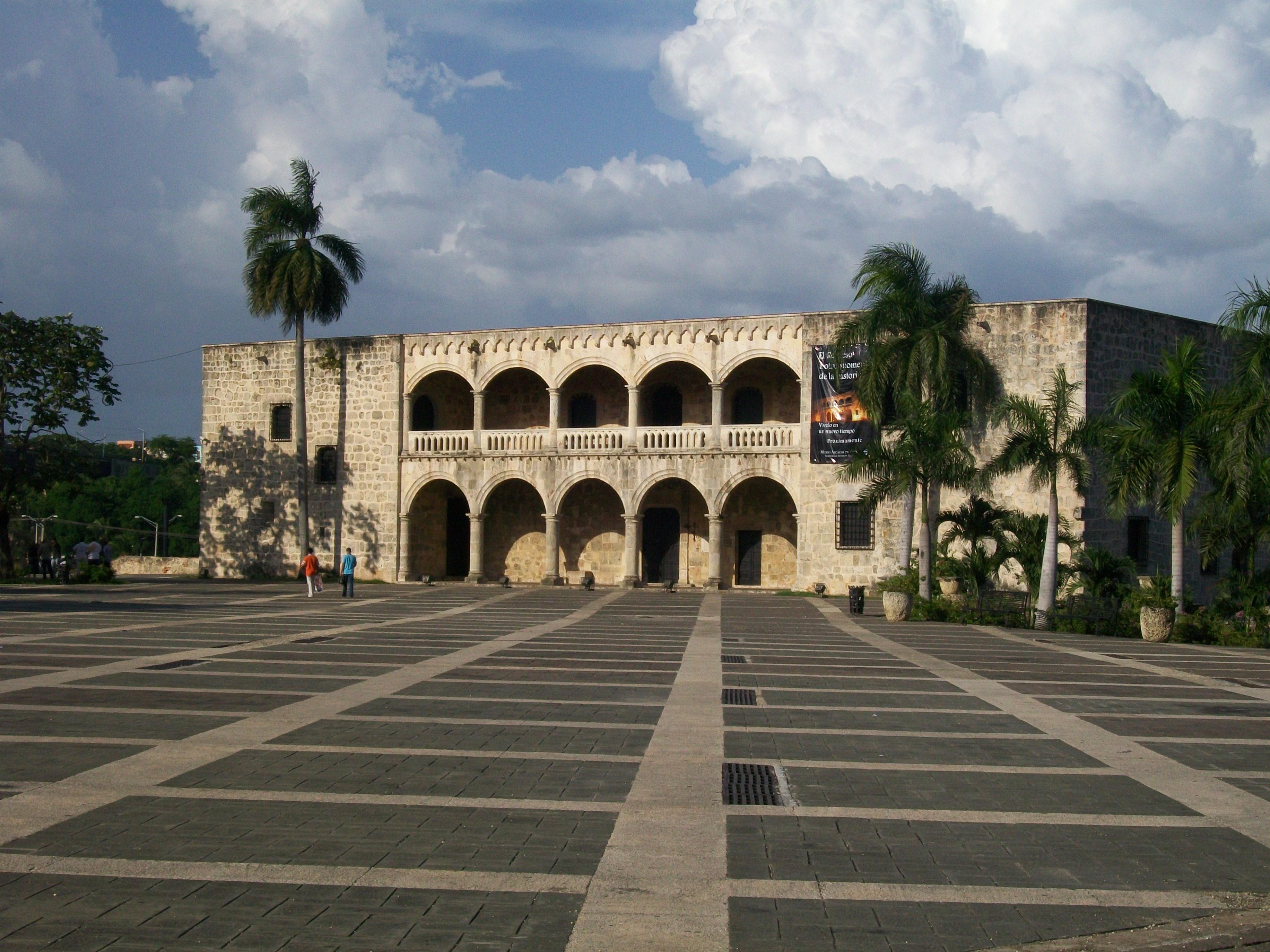
Алькасар-де-Колон

Современный Ciudad Colonial — главная туристическая достопримечательность Санто-Доминго, хотя основные места государственной и коммерческой деятельности в настоящее время располагаются в других частях города.
Центральным общественным местом района является Парке-Колон — «площадь Колумба», которая граничит с собором XVI века и на которой в центре её установлена бронзовая статуя Христофора Колумба конца XIX века. К востоку от Парк Колон расположена мощённая булыжником Калье-Лас-Дамас, являющаяся старейшей мощёной улицей Нового Света, датируемой 1502 годом. Улица граничит со многими из наиболее известных достопримечательностей района, в том числе с крепостью Осама, местом многих важных событий в истории Доминиканской Республики, Каса-де-Бастидас, в котором сейчас находится детский музей, посольством Франции, в здании которого, как говорят, когда-то располагался дом Эрнана Кортеса, Каса-де-Овандо, которая, как считается, была резиденцией губернатора Николаса де Овандо, а ныне является роскошным отелем, Национальным пантеоном Доминиканской Республики и музеем Королевских домов (исп. Museo de las Casas Reales), расположенным во дворце бывших губернаторов и здании Аудиенсии.

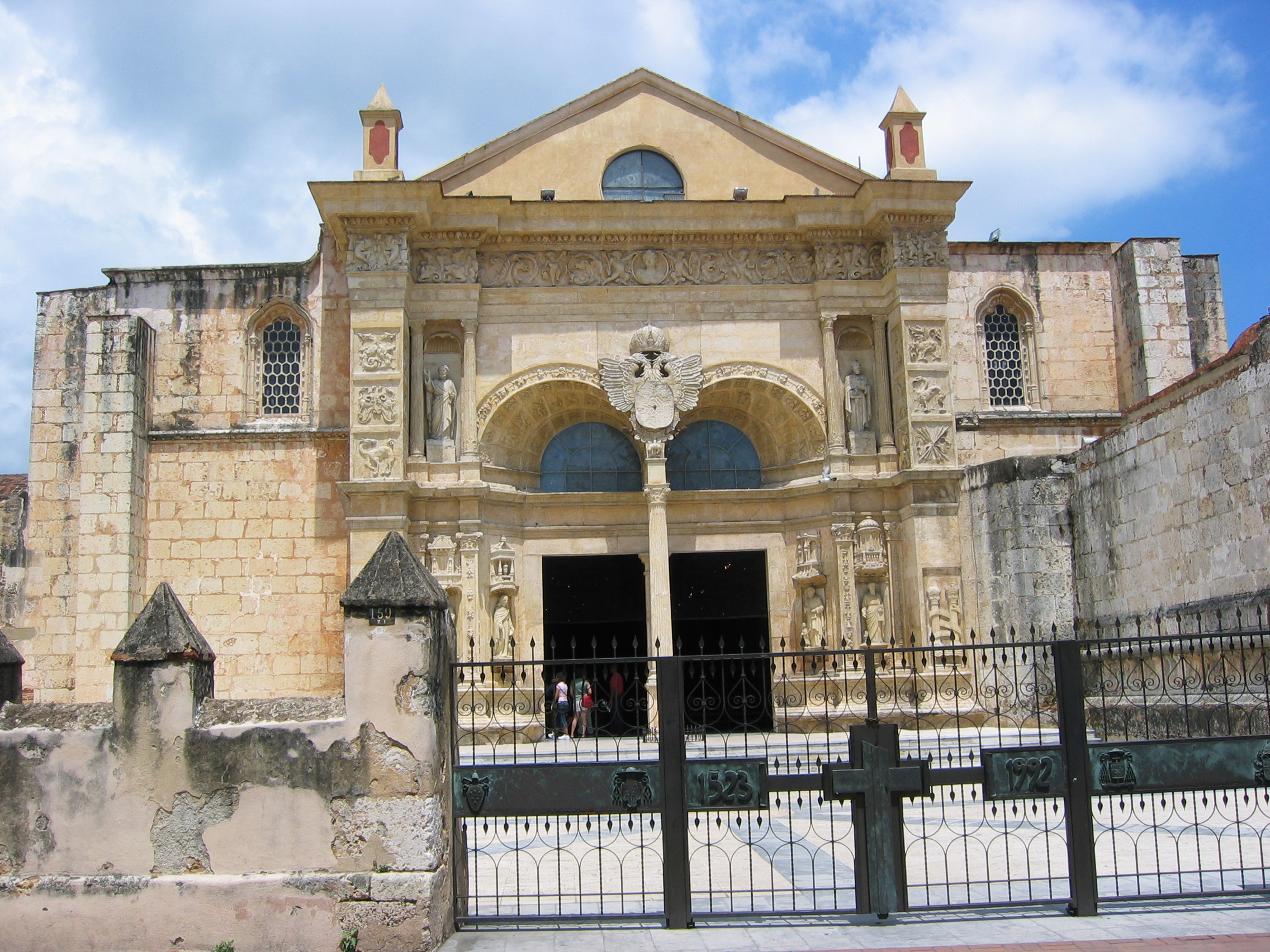
Кафедральный собор

Калье-дель-Конде является исключительно пешеходной улицей, на которой расположены несколько известных коммерческих зданий начала XX века и которая соединяет Парк Колумба с Пуэрта-дель-Конде и Парком независимости. Ещё одним традиционным экономическим районом является часть Авенида-Дуарте к северу от Zona Colonial, в которой в настоящее время проходит плановая реконструкция с целью сделать этот район более привлекательным для туристов.
В конце северной части Калье-Лас-Дамас реконструированная и расширенная Площадь Испании (исп. Plaza de España) граничит с Лас-Атарасанасом (бывший морской двор, в настоящее время музей) и рядом небольших магазинов и ресторанов. Эта область была одним из первых центров торговли в Северной и Южной Америке и является им до сих пор. Алькасар-де-Колон, бывший когда-то колониальным дворцом семьи Колумба — начиная с его сына Диего — в настоящее время является музеем, где выставлены старинная мебель и украшения. Здание было построено в 1510 году и реконструировано в своём нынешнем виде в 1952 году.
В порт на реке Осама, прилегающей к Колониальному городу, были вложены инвестиции размером 700 миллионов долларов США с целью превратить Санто-Доминго в порт с возможностью захода роскошных круизных судов и предполагали в том числе создание частной пристани для яхт. Проект был завершён компанией Sans Soucí Ports S.A. Возможно, этот амбициозный проект будет способствовать росту привлекательности Ciudad Colonial и остальной части Санто-Доминго для иностранных туристов.